# Smolnik (okres Sanok)
Smolnik (ukrajinsky Смільник) je vesnice v polském podkarpadském vojvodství, okrese Sanok v gmině Komańcza. Je rozložena v horském údolí na pravém břehu řeky Osławy a sousedí s osadou Wolą Michową. Ve vesnici se nachází turistická chata Nad Smolnikiem a letiště pro sportovní letadla a větroně. Ve Smolniku žije 181 obyvatel.

## Historie
Vesnice byla založena podle valašského práva v roce 1511 korunním hejtmanem a krakovským vojvodou Mikulášem Kamienieckim. V roce 1565 ves obhospodařovala pole o výměře 28¾ lán. Do roku 1772 byla pod vládou ruského vojvodství, Sanocké země. Od roku 1772 náležela do Leského okresu (cyrkułu) a následně do Sanockého v Haliči a pak do roku 1918 do Leského okresu. Od listopadu 1918 do ledna 1919 byla součástí Komanczańské republiky. Po ukončení druhé světové války byla horská vesnice útočištěm oddílů UPA. Za války byla částečně zničená a po válce obnovena.
V roce 1876 ve Smolniku žilo 1032 obyvatel v 156 obytných domech.

## Památky
- Na území Smolniku se nachází lemkovská řeckokatolická cerkev sv. Mikuláše z roku 1806. Vedle ní stojí historická zděná zvonice se dvěma zvony. Využíván je místní hřbitov, na kterém se dochovaly historické kamenné náhrobky.
- Ve Smolníku do roku 2011 fungovala úzkorozchodná železniční trať Bieszczadzka Kolejka Leśna, ze které se dochovalo historické nádraží.[3]
- Přes Smolnik vede pěší turistická stezka Po stopách Dobrého vojáka Švejka (černo–žluté značení) z Laboreckého průsmyku do Komańcza a dál k Sanoku.